# حي المهاجرين (عمان)
حي المهاجرين حي يقع في عمان عاصمة الأردن، يعتبر الحي ثالث أقدم أحياء عمان بعد حيّ: محلة الشابسوغ ومحلة القبرطاي، وهذه الأحياء بالإضافة لحي المهاجرين أسسها المهاجرون الشراكسة بعد مجيئهم لعمان اعتباراً من أواسط القرن التاسع عشر، وساهموا بإعادة إحياء مدينة عمان التي عانت من الإهمال، نتيجة لتعرضها للعديد من الزلازل، تم إنشاء الحي سنة 1903 خلال الفوج الثالث للمهاجرين الشراكسة إلى الأردن ولذلك سُميّ الحي بحي المهاجرين، يقع الحي إلى اليمين من سيل عمان ضمن المنطقة التي يطلق عليها حالياً وسط البلد.

## أهم معالم الحي
- مسجد المهاجرين
- مقهى شاكر
- المستشفى الإيطالي
- البئر والمطحنة.[4][5]